# Obermeitingen
Obermeitingen – miejscowość i gmina w Niemczech, w kraju związkowym Bawaria, w rejencji Górna Bawaria, w regionie Monachium, w powiecie Landsberg am Lech, wchodzi w skład wspólnoty administracyjnej Igling. Leży około 12 km na północny zachód od Landsberg am Lech.

## Dzielnice
- Obermeitingen
- Kolonie Obermeitingen
- Schwabstadl

## Demografia
| Rok  | Liczba mieszk. |
| ---- | -------------- |
| 1970 | 1 161          |
| 1987 | 1 265          |
| 2000 | 1 490          |
| 2005 | 1 563          |

### Struktura wiekowa
Dane o ludności z 31 grudnia 2008:
| Opis                                | Ogółem | Ogółem | Kobiety | Kobiety | Mężczyźni | Mężczyźni |
| ----------------------------------- | ------ | ------ | ------- | ------- | --------- | --------- |
| Jednostka                           | osób   | %      | osób    | %       | osób      | %         |
| Populacja                           | 1555   | 100    | 670     | 43,09   | 885       | 56,91     |
| Wiek przedprodukcyjny (0–17 lat)    | 318    | 20,45  | 160     | 10,29   | 158       | 10,16     |
| Wiek produkcyjny (18–65 lat)        | 1057   | 67,97  | 416     | 26,75   | 641       | 41,22     |
| Wiek poprodukcyjny (powyżej 65 lat) | 180    | 11,58  | 94      | 6,05    | 86        | 5,53      |

## Polityka
Wójtem gminy jest Clemens Weihmayer z CSU, rada gminy składa się z 12 osób.
|      | CSU | SPD | FW | Razem |
| 2008 | 6   | 1   | 5  | 12    |
| 2002 | 7   | 2   | 3  | 12    |

## Oświata
W gminie znajduje się przedszkole (50 miejsc i 46 dzieci).